# Aleksandr Vinokoerov
Aleksandr Nikolajevitsj Vinokoerov (Russisch: Александр Николаевич Винокуров) (Petropavlovsk, 16 september 1973) is een voormalig Kazachs (etnisch Russische) wielrenner. Hij was actief van 1997 tot en met 2007, en keerde in 2009 in het peloton terug na een schorsing wegens dopinggebruik. Na een zware val in 2011 kondigde hij aan direct met zijn carrière te stoppen, maar hier kwam hij twee maanden later op terug. Hij won goud op de wegwedstrijd voor mannen tijdens de Olympische Zomerspelen in 2012. Daarna bleef hij als staflid in dienst bij Astana en klom snel op tot algemeen directeur. In de ploeg rijden zijn beide zoons, de tweeling Nicolas en Alexander Jr.

## Overzicht
Hij begon bij Casino, en stapte in 2000 over naar Team Telekom (sinds 2004 T-Mobile Team geheten). Voorafgaand aan de eerste Tour de France zonder Lance Armstrong werd hij gezien als een van de topfavorieten, maar zijn toenmalige ploeg Liberty Seguros-Würth raakte betrokken bij het dopingschandaal rondom Eufemiano Fuentes waardoor deelname uitgesloten leek. Vinokoerov kreeg de wielerfederatie van zijn land wel zo ver de licentie van de Spaanse ploeg over te nemen, en een consortium staatsbedrijven vernoemd naar de hoofdstad Astana nam de sponsoring over. Met Astana deed Vinokoerov in 2007 alsnog mee aan de Tour. Na een positieve dopingcontrole tijdens deze ronde werd hij geschorst, en beëindigde hij aanvankelijk zijn loopbaan. Nog geen jaar later kondigde hij zijn comeback aan, eerst met het oog op de Olympische Zomerspelen 2008, later met als doel een terugkomst in het peloton in 2009.
Op 28 juli 2012 werd hij in de voorlaatste wedstrijd van zijn carrière olympisch kampioen in Londen. Zijn laatste wedstrijd zou de olympische tijdrit worden, 2 weken later stond hij echter nog aan de start van de Clásica San Sebastián.

## Wielercarrière

### Beginjaren: Casino en T-Mobile
De Kazak maakte zijn profdebuut bij de Franse ploeg Casino in 1997. In zijn eerste profjaren won hij al de Dauphiné Libéré, de Vierdaagse van Duinkerken en zilver op de Olympische Spelen in Sidney. Zijn Tourdebuut kwam in 1999 met een 35e plaats. De overstap naar Team Telekom zorgde ervoor dat Vinokoerov vaak in de schaduw van kopman Jan Ullrich reed. De vijftiende plek in de Ronde van Frankrijk 2000 was dan ook verdienstelijk. 
In vergelijking met de Oost-Duitser was 'Vino' vooral sterk in de klassiekers. Zo won hij de Amstel Gold Race in 2003, en Luik-Bastenaken-Luik in 2005. Vinokoerov won in deze jaren ook etappekoersen als Parijs-Nice (2002, 2003) en de Ronde van Zwitserland (2003). Een val in die laatste koers kostte hem ook tweemaal de Tour de France, in 2002 en 2004. Dat maakte hij ruimschoots goed in zijn topjaren 2003 (derde in de Tour met een etappezege) en 2005 (vijfde met twee etappezeges). In 2005 kroonde hij zich ook tot nationaal kampioen van Kazachstan.

### Liberty Seguros
In 2006 ging Vino bij het Spaanse Liberty Seguros-Würth-team rijden, omdat hij daar absolute kopman voor de Ronde van Frankrijk zou worden, en niet de meesterknecht van Jan Ullrich. Het liep echter anders: eind mei begon de Spaanse dopingzaak Operación Puerto. Doordat ploegleider Manolo Saiz verdacht werd van het toedienen van doping, trok eerst hij zich terug, en vervolgens sponsor Liberty Seguros. Even werd gedacht om te stoppen, maar Vinokoerov vond in Kazachstan een nieuwe sponsor, een conglomeraat van oliebedrijven; vernoemd naar de oude naam van Nur-Sultan, Astana. De ploeg kon nu verder onder de naam Astana-Würth, maar toen ontbrandde de discussie of Astana wel mee mocht doen aan de Ronde van Frankrijk, vanwege de dopingperikelen. Na een kort geding werd besloten de ploeg toch toe te laten. Een paar dagen voor de start van de Tour kwam echter de lijst met namen van dopingverdachten van Operación Puerto vrij. Net als de favorieten Jan Ullrich, Ivan Basso en Francisco Mancebo zouden ook Vino's ploeggenoten Alberto Contador, Allan Davis, Joseba Beloki, Isidro Nozal en Sérgio Paulinho op de lijst staan. Zo was van het team alleen Vinokoerov nog over, met slechts drie ploeggenoten: Andrej Kasjetsjkin, Carlos Barredo en Luis León Sánchez. Te weinig renners om mee te kunnen doen, terwijl het te laat was om reserves op te roepen. Cosponsor Würth trok zich terug en zo kon Vinokoerov wederom niet meedoen aan de Tour.
Later dat jaar kwam Vinokoerov terug. Met succes; hij won de Ronde van Spanje 2006, inclusief 3 ritten. In september werd hij derde op het WK Tijdrijden.

### Astana
Net als in 2006 stemde Vinokoerov in 2007 zijn hele seizoen af op de Tour. Zijn ploeg werd dan ook versterkt: onder anderen Andreas Klöden, Paolo Savoldelli, Eddy Mazzoleni, Matthias Kessler en René Haselbacher werden aangetrokken. Zo ging Vino met een sterke ploeg naar de Ronde van Frankrijk. De vijfde etappe was daarentegen een zwarte dag voor Astana. Eerst duikelde Klöden in een greppel en 25 kilometer voor de finish smakte Vinokoerov tegen het asfalt. Het gevolg: Klöden en Vinokoerov moesten zich laten behandelen in het ziekenhuis, en Vino had ook nog eens een achterstand van 1 minuut en 20 seconden opgelopen. Klöden liep een haarscheurtje in zijn stuitje op en Vinokoerov verliet het ziekenhuis met hechtingen in zijn rechterknie en elleboog. Ze konden wel aan de start verschijnen van de zesde etappe.
Op 24 juli berichtte L'Équipe dat Vinokoerov na de door hem gewonnen tijdrit betrapt was op het gebruik van bloeddoping. Zijn ploeg Astana had hem al geschorst en de ploeg verliet met onmiddellijke ingang op verzoek van Tourdirecteur Christian Prudhomme de Ronde van Frankrijk. De bloedstaal van Vinokoerov na de tijdrit bevatte twee verschillende soorten rode bloedcellen. Dat wijst erop dat de Kazak kort daarvoor vreemd bloed toegediend had gekregen. Het laboratorium van Châtenay-Malabry vergeleek de bloedstaal met degene die werd afgenomen na zijn tweede ritzege, de bergrit naar Loudenvielle. Op 25 juli 2007 maakte L'Équipe bekend dat ook bij deze test aanwijzingen waren gevonden die wezen op bloeddoping. Vinokoerov ontkende het gebruik van doping. Vinokoerovs arts beweerde dat het verschil in de rode bloedcellen het gevolg zou kunnen zijn van zijn val in de vijfde etappe. Tijdens die val had Vinokoerov, naast zijn elleboog en knie, zijn rechterbil flink bezeerd. Later raakte ook nog bekend dat Vinokoerov de advocaat in de arm nam die Floyd Landis verdedigde.
Op 30 juli bleek dat ook de contra-expertise positief was. De Astana-ploeg heeft Vinokoerov daarop ontslagen. Op 6 december werd bekend dat Vinokoerov voor een jaar geschorst is door de Kazachse wielerbond. Hij besloot zijn loopbaan met onmiddellijke ingang te beëindigen.

### Comeback
In 2009 maakte Vinokoerov zijn comeback in de wielrennerij. Zijn eerste koers was de Ronde van de Ain, waarin hij deel uitmaakte van de nationale selectie van Kazachstan. Hij won in deze wedstrijd onmiddellijk de tijdrit. Vinokoerov hoopte dat de schorsing afliep voor de Tour, zodat hij zijn comeback in de Tour kon maken, maar de ASO bevestigde dat de schorsing pas zou aflopen tijdens de Tour. Vinokoerov wil graag zijn rentree maken bij Astana, de ploeg die mede dankzij hem is opgericht als opvolger van Liberty Seguros-Würth en meteen deelnemen aan de Ronde van Spanje en het wereldkampioenschap wielrennen. Op 20 augustus trad hij weer in dienst bij de ploeg, enkele dagen nadat hij Aziatisch kampioen tijdrijden was geworden.
Op zaterdag 29 augustus 2009 werd hij 7e in de eerste etappe van de Ronde van Spanje 2009. In de twaalfde etappe gaf hij op. Op 25 april 2010 versloeg hij Kolobnev in de klassieker Luik-Bastenaken-Luik. In de Giro eindigde hij in het eindklassement knap zesde. Op 17 juli won hij de 13e etappe (van Rodez naar Revel) in de Tour de France.
Hij hoeft uiteindelijk ook geen boete te betalen aan de UCI, in verband met zijn dopingschorsing. Volgens het Internationaal Sporttribunaal TAS had het contract dat Vinokourov getekend had met de UCI, en waarin deze voorwaarde stond, geen wettelijke basis en was het dus ongeldig.

### Einde profcarrière
Op zondag 10 juli 2011 raakte Vinokoerov ernstig geblesseerd tijdens de negende etappe van de Ronde van Frankrijk. In de afdaling van de Col du Perthus kwam hij hard ten val en brak daarbij zijn rechter dijbeen en zijn bekken. Exact een week later, op 17 juli, maakte Vinokourov bekend dat hij stopt als prof en een andere functie zal gaan bekleden bij de Kazachse wielerploeg. Twee maanden later kwam hij op dit besluit terug en gaf aan nog een jaar bij Astana door te gaan.

### Omkopingszaak
Op 6 december 2011 raakte bekend dat in het Zwitserse tijdschrift L'Illustré een artikel zou worden gepubliceerd dat de zege van Vinokoerov in Luik-Bastenaken-Luik van 2010 controversieel zou bevinden: hij zou Aleksandr Kolobnev, die toen tweede werd, € 150.000 hebben toegestopt, zodat hij Vinokoerov niet zou bekampen voor de zege. Dit zou volgens het tijdschrift bewezen kunnen worden op basis van e-mailverkeer tussen de twee renners. Vinokoerov ontkende de aantijgingen en zei dat het geld louter een lening was. Hij daagde het Zwitserse blad voor de rechter en beweerde dat de beschuldiging samenviel met de bevestiging van zijn kandidatuur voor de Kazachse parlementsverkiezingen. Ondertussen begon de UCI met een onderzoek. De correctionele rechtbank van Luik sprak Vinokoerov in 2019 vrij.

## Overwinningen en belangrijke ereplaatsen
1998

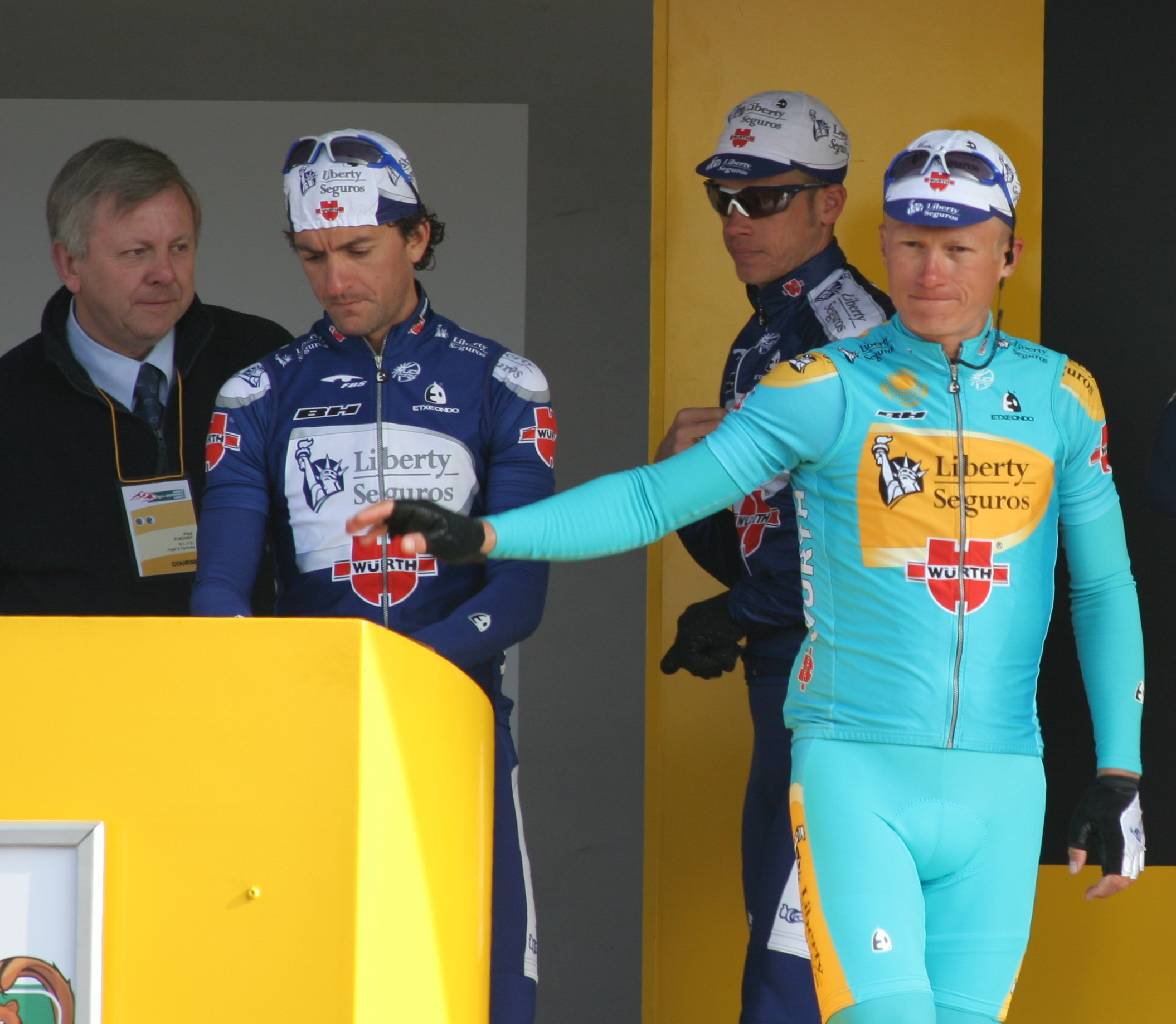
Vinokoerov in de nationale trui (2006)

- 2e etappe deel a Ronde van de Oise
- Eindklassement Ronde van de Oise
- Eindklassement Vierdaagse van Duinkerke
- 4e etappe Circuit des Mines
- Eindklassement Circuit de Mines
- 4e etappe Omloop van Lotharingen
- Eindklassement Omloop van Lotharingen
- 6e etappe Ronde van Polen

1999
- 2e etappe Critérium du Dauphiné Libéré
- Eindklassement Critérium du Dauphiné Libéré
- 5b etappe Ronde van Valencia
- Eindklassement Ronde van Valencia
- 2e etappe Midi Libre
- 6e etappe Midi Libre
- 3e etappe Ronde van de Limousin

2000
- 18e etappe Ronde van Spanje
- in de wegwedstrijd op de Olympische Spelen in Sydney

2001
- 6e etappe Ronde van Duitsland
- Eindklassement Ronde van Duitsland
- 4e etappe Ronde van Zwitserland

2002
- 3e etappe Ronde van Zwitserland
- 4e etappe Parijs-Nice
- Eindklassement Parijs-Nice

2003
- Amstel Gold Race
- 5e etappe Parijs-Nice
- Eindklassement Parijs-Nice
- 1e etappe Ronde van Zwitserland
- Eindklassement Ronde van Zwitserland
- 9e etappe Ronde van Frankrijk
- Draai van de Kaai

2004
- 5e etappe Parijs-Nice
- 7e etappe Parijs-Nice
- 8e etappe Parijs-Nice
- 2e etappe Rothaus Regio-Tour
- 3e etappe Rothaus Regio-Tour
- Eindklassement Rothaus Regio-Tour

2005
- Luik-Bastenaken-Luik
- 11e etappe Ronde van Frankrijk
- 21e etappe Ronde van Frankrijk
- 4e etappe Critérium du Dauphiné Libéré
- Kazachs Kampioen op de weg, Elite

2006
- 8e etappe Ronde van Spanje
- 9e etappe Ronde van Spanje
- 20e etappe Ronde van Spanje
- Eindklassement Ronde van Spanje
- 5e etappe Ronde van Castilië en León
- Eindklassement Ronde van Castilië en León

2007
- 3e etappe Critérium du Dauphiné Libéré
- 7e etappe Critérium du Dauphiné Libéré
- Puntenklassement Critérium du Dauphiné Libéré

2009
- 3e etappe deel B Ronde van de Ain (tijdrit)
- Aziatisch kampioenschap - tijdrijden
- Chrono des Nations

2010
- 1e etappe Ronde van Trentino (tijdrit)
- Eindklassement Ronde van Trentino
- Luik-Bastenaken-Luik
- 13e etappe Ronde van Frankrijk

2011
- 3e etappe Ronde van Baskenland
- 3e etappe Ronde van Romandië

2012
- in de wegwedstrijd op de Olympische Spelen in Londen

## Resultaten in voornaamste wedstrijden
| Jaar | Ronde van Italië | Ronde van Frankrijk | Ronde van Spanje |
| ---- | ---------------- | ------------------- | ---------------- |
| 1996 |                  |                     |                  |
| 1999 |                  | 35e                 |                  |
| 2000 |                  | 15e                 | 28e (1)          |
| 2001 |                  | 16e                 |                  |
| 2002 |                  |                     | opgave           |
| 2003 |                  | ↑ (1)               |                  |
| 2004 |                  |                     | opgave           |
| 2005 |                  | 4e (2)              |                  |
| 2006 |                  |                     | ↑ (3)            |
| 2007 |                  | uitgesloten (2)     |                  |
| 2009 |                  |                     | opgave           |
| 2010 | 6e               | 15e (1)             |                  |
| 2011 |                  | opgave              |                  |
| 2012 |                  | 31e                 |                  |

| Jaar | Milaan-San Remo | Amstel Gold Race | Luik-Bast.‑Luik | Ronde van Lombardije | Waalse Pijl | Olympische Spelen | Clásica San Sebastián |  | WK op de weg |  | Wereldranglijsten |
| ---- | --------------- | ---------------- | --------------- | -------------------- | ----------- | ----------------- | --------------------- |  | ------------ |  | ----------------- |
| 1996 |                 |                  |                 |                      |             | 53e               |                       |  |              |  |                   |
| 1999 |                 | 36e              |                 |                      |             |                   | 124e                  |  |              |  |                   |
| 2000 | 105e            | 17e              | 7e              |                      | 30e         | ↑                 |                       |  |              |  |                   |
| 2001 | 31e             | 25e              | 30e             |                      | 26e         |                   |                       |  |              |  |                   |
| 2002 | 42e             |                  | 10e             | 11e                  | 40e         |                   |                       |  |              |  |                   |
| 2003 | 97e             | ↑                | 61e             |                      |             |                   | 128e                  |  |              |  |                   |
| 2004 | 59e             | 27e              | ↑               |                      | 5e          | 35e               |                       |  |              |  |                   |
| 2005 | 35e             | 59e              | ↑               |                      | 12e         |                   |                       |  | 21e          |  | 6e (UPT)          |
| 2006 | 142e            |                  | 30e             |                      |             |                   | 39e                   |  |              |  | 12e (UPT)         |
| 2007 |                 |                  | 43e             |                      | 54e         |                   |                       |  |              |  |                   |
| 2009 |                 |                  |                 | 7e                   |             |                   |                       |  | 26e          |  | 104e (UWK)        |
| 2010 |                 |                  | ↑               |                      |             |                   | ↑                     |  |              |  | 11e (UWK)         |
| 2011 |                 | 17e              | 32e             |                      | 4e          |                   |                       |  |              |  | 16e (UWT)         |
| 2012 |                 |                  |                 |                      |             | ↑                 | 35e                   |  |              |  | 196e (UWT)        |

## Olympische Spelen
- Wegrit mannen 2000: zilver
- Tijdrit mannen 2000: 27e
- Wegrit mannen 2004: 35e
- Tijdrit mannen 2004: 5e
- Wegrit mannen 2012: goud
- Tijdrit mannen 2012: 23e

## Trivia
- Ter gelegenheid van zijn etappewinst in de Ronde van Zwitserland van 2002 werd de berg waarop hij deze zege behaalde naar hem vernoemd, zie Piz Vinokourov.
- Vinokoerov was een landgenoot en goede vriend van de in 2003 in Parijs-Nice overleden Andrej Kivilev. De koers werd gewonnen door Vinokoerov en hij droeg de overwinning op aan Kivilev. Vinokoerov heeft daarna het Kivilev-fonds opgericht. Kivilev viel tijdens een afdaling en klapte met zijn hoofd op het asfalt. Als gevolg van deze fatale val werd het dragen van een helm door de UCI verplicht gesteld bij wielerwedstrijden, met uitzondering van de laatste col bij een aankomst bergop. Enkele jaren later werd ook deze uitzondering geschrapt.